# Place Claude-Moncorgé
La place Claude-Moncorgé est une place située dans le 18e arrondissement de Paris, en France.

## Situation et accès
La place est située à l'intersection des rues de Clignancourt, Marcadet et Simart.

## Origine du nom
La voie porte le nom de Claude Moncorgé (1954-2020), médecin français.

## Historique
Par délibération du 8 juin 2023, la voie prend la dénomination de « place Claude-Moncorgé ».